# ماكس موراي
ماكس موراي (بالإنجليزية: Max Murray)‏ (7 نوفمبر 1935 في المملكة المتحدة - 5 سبتمبر 2016) هو لاعب كرة قدم بريطاني في مركز الهجوم. شارك مع منتخب اسكتلندا تحت 21 سنة لكرة القدم. أما مع النوادي، فقد لعب مع ليسبورن ديستليري ونادي رينجرز ووست بروميتش ألبيون ونادي كلايد وCamelon Juniors F.C. ‏ ونادي لانارك الثالث ونادي كوينز بارك.

## وصلات خارجية
- ماكس موراي على موقع قاعدة بيانات كرة القدم.إي يو (الإنجليزية)